# Chasing the Dragon (film)
Série
Chasing the Dragon 2
(2019)
Pour plus de détails, voir Fiche technique et Distribution.
Chasing the Dragon (追龍, Chui lung, litt. « La Chasse au dragon ») est un film sino-hongkongais réalisé par Wong Jing et Jason Kwan et sorti en 2017. Il raconte l'ascension dans les années 1960 d'un immigrant illégal chinois à Hong Kong dans le monde criminel,. C'est une reprise du film Le Parrain de Hong Kong (1991).
Andy Lau retrouve le personnage qu'il tenait dans Lee Rock (1991) et Lee Rock 2 (1991) et inspiré de Lui Lok, tandis que Donnie Yen interprète « Ho l’estropié », un personnage inspiré de Ng Sik-ho, un véritable parrain de la mafia.
Sa suite, Chasing the Dragon 2, sort en 2019, bien qu'elle n'a narrativement rien à voir avec le premier film.

## Synopsis
En 1963, un immigrant clandestin chinois (Donnie Yen) arrive dans la colonie britannique corrompue de Hong Kong. Sous le nom de « Ho l’estropié », il devient petit à petit un puissant baron de la drogue grâce à sa ruse et sa cruauté. Il est aidé dans son ascension par Lee Rock (Andy Lau), un inspecteur de police corrompu, pour affronter les gangs rivaux.

## Fiche technique
- Titre international : Chasing the Dragon
- Titre original : 追龍 (Chui lung)
- Réalisation : Wong Jing et Jason Kwan
- Scénario : Wong Jing
- Direction artistique : James Cheung
- Photographie : Jason Kwan
- Montage : Li Ka-wing
- Production : Wong Jing, Donnie Yen, Andy Lau, Connie Wong, Ren Yue, Jeffrey Chan, Stanley Tong et Yang Guang
- Société de production : Mega-Vision Project Workshop, Polybona Films, Focus Group Holdings Limited et Super Bullet
- Société de distribution : Mega-Vision Project et Workshop Limited
- Pays d’origine :  Hong Kong et  Chine
- Langue originale : cantonais, teochew, anglais et thaï
- Format : couleur
- Genres : Biopic, film de gangsters et action
- Durée : 128 minutes
- Date de sortie :
  - Hong Kong et Macao : 28 septembre 2017
  - Taïwan : 29 septembre 2017
  - Chine : 29 septembre 2017
  - Singapour : 5 octobre 2017

## Distribution
- Donnie Yen : Ng Sik-ho, surnommé « Ho l’estropié »
- Andy Lau : Lee Rock
- Kent Cheng : Piggy
- Philip Keung : Wil
- Wilfred Lau : Wayne
- Yu Kang : Chad
- Kent Tong : Tong
- Michelle Hu : Jane
- Raquel Xu : Rose
- Felix Wong : Jan
- Ben Ng : Chubby
- Bryan Larkin : Ernest Hunter, policier britannique corrompu et principal antagoniste du film
- Julian Gaertner : le traducteur Geoff, bras droit d'Ernest Hunt
- Niki Chow : May, la femme décédée de Ho
- Philip Ng : Wai Man
- Jonathan Lee : Peter
- Lawrence Chou (en) : Willy
- Wang Qianyu : Cheryl
- Kenneth Tsang : Sir Chow
- Michael Chan (en) : maître Dane
- Ricky Wong : Grizzly Bear
- Xia Qing : la femme de Grizzly Bear
- Han Xinyi : le charmeur de serpent
- Terence Yin : le frère de Tong
- Jason Wong

## Production
Le réalisateur Wong Jing se rend personnellement au Canada en 2016 pour convaincre Donnie Yen de jouer dans son film alors qu'il tourne dans XXX: Reactivated.

## Accueil
En septembre 2017, Chasing the Dragon sort en salles et récolte des critiques mitigées. Il remporte cependant un franc succès auprès du public dans la plupart des régions asiatiques (y compris la Chine et Singapour), où il bat des blockbusters hollywoodiens comme Blade Runner 2049 et The Foreigner avec Jackie Chan, en dépit d'une distribution moins étendue. À Hong Kong, Chasing the Dragon gagne plus de 10 fois le total des recettes de The Foreigner. En Chine, il rapporte 86 millions $.

## Récompenses et nominations
| Prix                                     | Catégorie                        | Récipiendaire                                | Issue      |
| ---------------------------------------- | -------------------------------- | -------------------------------------------- | ---------- |
| 37e cérémonie des Hong Kong Film Awards, | Meilleur Film                    | Wong Jing, Donnie Yen, Andy Lau, Connie Wong | Nomination |
| 37e cérémonie des Hong Kong Film Awards, | Meilleure photographie           | Jason Kwan                                   | Lauréat    |
| 37e cérémonie des Hong Kong Film Awards, | Meilleur montage                 | Li Ka-wing                                   | Lauréat    |
| 37e cérémonie des Hong Kong Film Awards, | Meilleure direction artistique   | James Cheung                                 | Nomination |
| 37e cérémonie des Hong Kong Film Awards, | Meilleurs costumes et maquillage | Yee Chung-man (en), Bruce Yu, Kwok Suk-man   | Nomination |
| 37e cérémonie des Hong Kong Film Awards, | Meilleure chorégraphie d'action  | Yu Kang, Yuen Bun, Yan Hua                   | Nomination |